# Bestuursdwang
Bestuursdwang is het bewegen van de overtreder van een wettelijk voorschrift tot het ongedaan maken van deze overtreding, of, als dat niet lukt, het ongedaan maken van de overtreding door de overheid.  Bestuursdwang gebeurt in het algemeen op kosten van de overtreder. 
Artikel 5:21 van de Nederlandse Algemene wet bestuursrecht beschrijft het zo:
Onder last onder bestuursdwang wordt verstaan: de herstelsanctie, inhoudende:
1. een last tot geheel of gedeeltelijk herstel van de overtreding, en
2. de bevoegdheid van het bestuursorgaan om de last door feitelijk handelen ten uitvoer te leggen, indien de last niet of niet tijdig wordt uitgevoerd.

## Verloop
In de gemeente Schiedam heeft een lokale ondernemer, meneer De Vries, zonder toestemming een groot aantal oude autobanden gedumpt op een braakliggend terrein dat eigendom is van de gemeente. Dit is in strijd met de Wet milieubeheer en de gemeentelijke afvalstoffenverordening. De banden vormen een risico voor het milieu en kunnen brandgevaar opleveren. Een toezichthouder van de gemeente constateert de overtreding en maakt hiervan een rapport op. Met als gevolg dat de gemeente meneer De Vries een brief stuurt waarin hij wordt aangesproken op de overtreding. Hem wordt verzocht de banden binnen twee weken zelf te verwijderen. Na twee weken controleert de toezichthouder opnieuw het terrein. De banden zijn echter niet verwijderd. De gemeente stuurt een formele beschikking (last onder bestuursdwang) aan meneer De Vries. Hierin staat dat:
- Hij nog een laatste termijn van één week krijgt om de banden zelf te verwijderen.
- Als hij dit niet doet, zal de gemeente dit laten uitvoeren en de kosten op hem verhalen.

Meneer De Vries reageert niet en verwijdert de banden niet. De gemeente schakelt daarom een afvalverwerkingsbedrijf in om de banden op te ruimen en op een milieuvriendelijke manier te verwerken. De gemeente stuurt meneer De Vries een rekening voor de opruimkosten, inclusief de kosten van het afvalverwerkingsbedrijf en de administratieve afhandeling. De totale kosten bedragen €5.000. Meneer De Vries betaalt niet op tijd, waarna de gemeente een dwangbevel uitvaardigt en beslag laat leggen op zijn bankrekening.

Onder feitelijk handelen kan onder meer worden verstaan het wegnemen, ontruimen, beletten en in de vorige toestand herstellen.